# 서은이야기
서은이야기는 DIA TV 소속의 키즈 크리에이터이자 유튜버인 서은(본명: 신서은, 2014년 7월 28일 ~ )과 부모님이 함께 운영하는 유튜브 채널이다. 서은이의 부모인 신상목(42), 김주라(39)가 서은이와 함께 유튜브 채널을 운영하기로 결심한 가장 큰 이유는 서은이의 애정결핍 현상 때문이라고 한다. 직업(수학강사) 특성상 퇴근이 늦은 부모들과 함께 할 시간이 적었던 서은이는 애정결핍 현상을 보이기 시작했고, 부모들은 서은이와 함께 하는 시간을 늘려야겠다고 결심했고, 매일 빠지지 않고 결심을 지키기 위해 유튜브에 영상을 올리기 시작했다고 한다.
서은이야기는 채널 개설 2년 만인 2018년 1월 14일 당시 구독자 100만 명을 넘어서는 등 꾸준한 인기를 얻고 있고, 2022년 4월 현재 구독자 수는 942만 명으로 한국 유튜브 채널 중 24위]에 올라있다.

## 콘텐츠
키즈 콘텐츠를 다루는 다른 유튜브 채널과 유사하게 일상과 리뷰, 역할놀이, 소꿉놀이, 상황극 등을 주로 다루고 있다. 이 외에도 조금 더 일상적인 이야기를 다루는 서은일상이야기, 서은이의 일상을 공유하는 서은이브이로그(조이퐁 JOYPONG)를 함께 운영하고 있다.